# Physula migralis
Physula migralis là một loài bướm đêm trong họ Noctuidae.